# Пантер-Веллі (Нью-Джерсі)
Пантер-Веллі (англ. Panther Valley) — переписна місцевість (CDP) в США, в окрузі Воррен штату Нью-Джерсі. Населення — 4391 особа (2020).

## Географія
Пантер-Веллі розташований за координатами 40°54′41″ пн. ш. 74°50′26″ зх. д. / 40.91139° пн. ш. 74.84056° зх. д. (40.911287, -74.840643).  За даними Бюро перепису населення США в 2010 році переписна місцевість мала площу 7,71 км², з яких 7,68 км² — суходіл та 0,04 км² — водойми.

## Демографія
Згідно з переписом 2010 року, у переписній місцевості мешкало 3327 осіб у 1604 домогосподарствах у складі 934 родин. Густота населення становила 431 особа/км².  Було 1710 помешкань (222/км²).
Расовий склад населення:
| - 92,6 % — білих - 3,1 % — азіатів - 2,0 % — чорних або афроамериканців - 0,1 % — корінних американців |

До двох чи більше рас належало 1,7 %. Частка іспаномовних становила 4,4 % від усіх жителів.
За віковим діапазоном населення розподілялося таким чином: 16,7 % — особи молодші 18 років, 64,0 % — особи у віці 18—64 років, 19,3 % — особи у віці 65 років та старші. Медіана віку мешканця становила 46,8 року. На 100 осіб жіночої статі у переписній місцевості припадало 86,9 чоловіків;  на 100 жінок у віці від 18 років та старших — 81,7 чоловіків також старших 18 років.
Середній дохід на одне домашнє господарство  становив 101 630 доларів США (медіана — 82 734), а середній дохід на одну сім'ю — 129 792 долари (медіана — 106 793). За межею бідності перебувало 4,2 % осіб, у тому числі 4,9 % дітей у віці до 18 років та 4,8 % осіб у віці 65 років та старших.
Цивільне працевлаштоване населення становило 1847 осіб. Основні галузі зайнятості: освіта, охорона здоров'я та соціальна допомога — 22,0 %, науковці, спеціалісти, менеджери — 19,4 %, виробництво — 12,7 %, роздрібна торгівля — 12,3 %.